# Saint-Paul (Réunion)
Saint-Paul is een gemeente in Réunion en telt 105.482 inwoners (2016). De oppervlakte bedraagt 241,28 km², de bevolkingsdichtheid is 412 inwoners per km².
De plaats strekt zich uit langs de noordwestelijke kust van het eiland. Meer in het binnenland, achter de autoweg N1, bevindt zich het natuurgebied Réserve naturelle nationale de l'Étang St-Paul. Nog verder in het binnenland bevindt zich het natuurgebied Réserve biologique intégrale du Bois de Nèfles-St-Paul. Daarachter bevindt zich het keteldal Cirque de Mafate, dat zich gedeeltelijk op het grondgebied van de gemeente bevindt.
In 1999 werd in Saint-Paul een monument voor de bevrijding van de slaven opgericht. Het Monument aux esclaves bestaat uit een uitvergrote, geopende ijzeren boei. Op drie rechthoekige blokken zijn de namen van slaven geschreven.
Rond 1880 werd de kleurrijke hindoetempel Siva Soupramanien gebouwd, de oudste van Réunion. De tempel werd gebouwd door de Tamils en is gewijd aan de godheid Murugan.

## Geboren in Saint-Paul
- Leconte de Lisle (1818-1894), Frans dichter

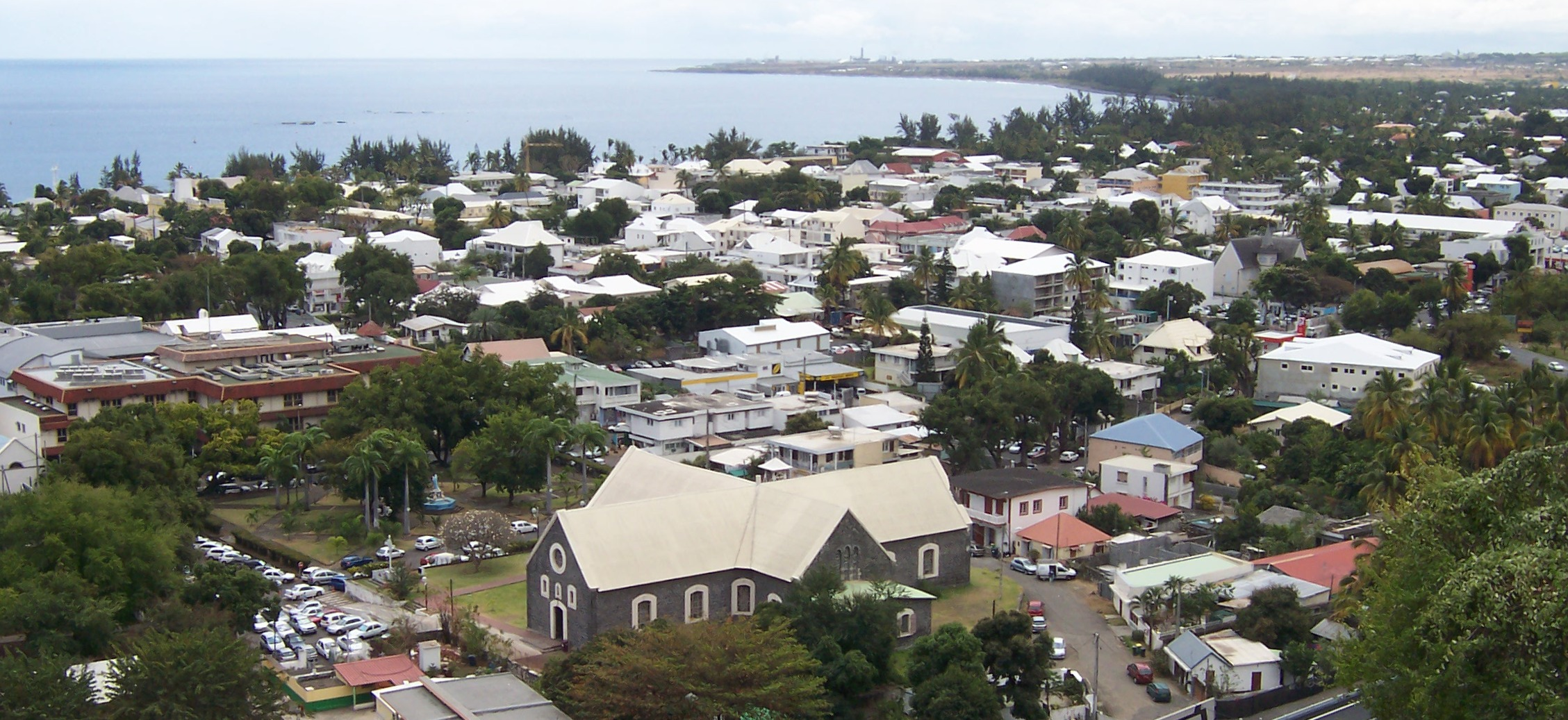
Saint-Paul